# 플루토 내쉬
플루토 내쉬(The Adventures Of Pluto Nash)는 미국에서 제작된 론 언더우드 감독의 2002년 SF, 모험, 액션, 코미디 영화이다. 에디 머피 등이 주연으로 출연하였고 마틴 브레그먼 등이 제작에 참여하였다. 이 영화는 미국에서 2002년 8월 16일 개봉하였다.
박스 오피스에서 상당한 실패를 경험한 이 영화는 박스 오피스 최대의 봄 가운데 하나로 인식된다.

## 출연

### 주연
- 에디 머피

### 조연
- 랜디 퀘이드
- 로사리오 도슨
- 조 판톨리아노
- 제이 모어
- 루이스 구즈만
- 제임스 레브혼
- 피터 보일
- 버트 영
- 미구엘 A. 누네즈 주니어

## 제작진
- 공동제작: 프랭크 카프라 3세
- 공동제작: 마이클 클로위터
- 협력프로듀서: 카미 부르퀸
- 미술: 빌 브라제스키
- 특수효과: 닉 데이비스
- 의상: 하 뉴엔
- 배역: 메리 콜크호운